# حوض‌انبار سرخ کوه
حوض‌انبار سرخ کوه، اثری است مربوط به دوره قاجار که در شهر تاریخی تون و در محله تالار واقع شده‌است.
این اثر در تاریخ ۱ آذر ۱۳۸۸ با شمارهٔ ثبت ۲۸۱۲۹ به‌عنوان یکی از آثار ملی ایران به ثبت رسیده‌است.